# Bảo tàng Khảo cổ và Lịch sử ở Głogów
Bảo tàng Khảo cổ và Lịch sử ở Głogów (tiếng Ba Lan: Muzeum Archeologiczno-Historyczne w Głogowie) là một bảo tàng nằm trong Lâu đài của các Hoàng tử Głogów, tọa lạc tại số 1 Phố Brama Brzostowska, Głogów, Ba Lan.

## Lịch sử
Bảo tàng Khảo cổ và Lịch sử ở Głogów được thành lập vào ngày 7 tháng 10 năm 1967. Ban đầu, Bảo tàng có tên là Bảo tàng Luyện kim và Đúc kim loại màu. Ngay từ đầu, trụ sở của Bảo tàng là Lâu đài của các Hoàng tử Głogów, khi đó vẫn còn trong đống đổ nát. Trong giai đoạn 1971-1974, trụ sở của Bảo tàng tạm thời chuyển đến một cung điện ở làng Czerna gần Głogów để xây dựng lại Lâu đài Głogów. Năm 1983, việc tái thiết hoàn thành, và Bảo tàng được trao toàn bộ tòa lâu đài to lớn. Chín năm sau, Bảo tàng được đổi tên thành Bảo tàng Khảo cổ và Lịch sử ở Głogów. Bảo tàng đã được đưa vào Sổ đăng ký Bảo tàng Nhà nước với số 97.

## Triển lãm
Bộ sưu tập của Bảo tàng Khảo cổ và Lịch sử ở Głogów hiện đang bao gồm hơn 40.000 hiện vật. Chiếm phần lớn trong bộ sưu tập là các hiện vật có liên quan đến lịch sử của Głogów và khu vực lân cận, gồm bưu ảnh và bưu thiếp của Głogów, bộ sưu tập các ấn phẩm bản đồ liên quan đến Głogów và vùng đất Głogów, và bộ sưu tập máy thu thanh, thiết bị âm thanh, và các thứ khác.